# Бирюзовая настоящая котинга
Бирюзовая настоящая котинга (лат. Cotinga maynana) — вид птиц рода настоящие котинги семейства котинговых. Подвидов не выделяют

## Распространение и среда обитания
Вид распространен по всему центральному и западному бассейну Амазонки в южной части Колумбии, восточном Эквадоре, восточном Перу, Бразилии и северной Боливии.

## Описание
Длина — 19 см. Оперение самца бирюзово-голубое, с фиолетовым пятном на горле. Хвост синий сверху и чёрный снизу. У самки спина серовато-голубая; грудь и верхняя часть живота серовато-желтоватые.

## Рацион
Питается фруктами, особенно растениями семейства Loranthaceae.